# Augie Meyers
August "Augie" Meyers, né le 31 mai 1940 à San Antonio est un musicien américain.

## Biographie
Meyers, collaborateur de Doug Sahm au début des années 1960, avec qui il est l'un des fondateurs du Sir Douglas Quintet, dont son orgue vox fut l'un des créateurs du son typique qui fit le succès du groupe. Plus tard, Augie joua dans les albums en solo de Sahm, ceux qui sortirent sur son label discographique, label de promotion de la musique Tejano. Dans les années 1990, August Meyers, Doug Sahm, Flaco Jimenez et Freddy Fender fondent les Texas Tornados, où il tient le rôle de claviériste. Augie a également été sollicité comme musicien de session, pour John & Mary sur leur premier album Victory Gardens et surtout pour Bob Dylan, à l'époque de la sortie de Time Out of Mind en 1997 et Love and Theft 2001, puis en 2005 pour l'enregistrement de l'album de reprises de Tom Waits par John Hammond Jr, Wicked Grin, et a participé à la tournée consécutive. Il tiendra le rôle de claviériste pour Tom Waits les 9 et 10 juillet, lors de représentations aux shows télévisés de David Letterman le 9 juillet 2012 et chez Jimmy Fallon le lendemain.
Augie Meyers, propriétaire de ses propres labels discographiques depuis les Années 1970, The Texas Re-Cord Company, Superbeet Records et White Boy Records, habite Bulverde, ville du Texas.

## Discographie
- The Western Head Music Co. (Polydor 1971)
- You Ain’t Rollin’ Your Roll Rite (Paramount 1972)
- Live At The Longneck (Texas Re-Cord 1975)
- Finally In Lights (Texas Re-Cord 1977)
- Still Growin (Sonet 1982)
- August in New York (Sonet 1984)
- Augie’s Back (Sonet 1986)
- My Main Squeeze (Superbeet 1986)
- Sausalito Sunshine (Superbeet 1988, cassette-tape only)
- White Boy (White Boy 1995)
- Alive & Well At Lake Taco (White Boy 1996)
- Blame It On Love (Texas World 2002)
- My Freeholies Ain’t Free Anymore (El Sendero 2006)

## Collaborations
- Victory Gardens (1991) (avec le duo John & Mary)